# Сольер, Магали
Магали Сольер Ромеро (исп. Magaly Solier Romero; род. 11 июня 1986) — перуанская актриса и певица. Наиболее известна главной ролью в фильме «Молоко скорби», получившем множество престижных наград.

## Биография
Магали Сольер родилась 11 июня 1986 года в семье кечуа в провинции Уанта региона Аякучо в Перу. Она говорит на языке коренных народов кечуа, а также на испанском языке. Сольер часто выступает с публичными речами о важности поддержки языка, традиций и культуры коренных народов.
В 2003 году она выиграла песенный конкурс Festival de la Canción Ayacuchana. Через два года она дебютировала как актриса в фильме «Сделановсша» режиссёра Клаудии Льосы.
В июне 2017 года Сольер был объявлена ЮНЕСКО Артистом во имя мира.
.

## Личная жизнь
9 июня 2012 года Сольер вышла замуж за велосипедиста Эрика Плинио Мендосу Гомеса (род. 1989) на скромной церемонии в Уаманге. У них трое детей. В настоящее время пара находится в разводе. В 2021 году актриса была осуждена за предполагаемое физическое и психологическое насилие над своими детьми по обращению Мендосы.

## Избранная фильмография
- Сделановсша (2005) — Майденуза
- Молоко скорби (2008) — Фауста
- Альтиплано (2009) — Сатурнина
- Амадор (2010) — Марсела[7]
- Блэкторн (2011) — Яна
- Магальянес (2014) — Селина
- Ретабло (2017) — Анатолия
- Святая невозможного (2020) — Раффаэлла